# Medios digitales
Los recursos digitales son cualquier medio codificado en un formato legible para una máquina. Los medios digitales se pueden crear, visualizar, distribuir, modificar y preservar en dispositivos electrónicos digitales. Ejemplos de medios digitales incluyen software, imágenes digitales, video digital, videojuegos, páginas web y sitios web, redes sociales en Internet, archivos digitales y bases de datos, audio digital como MP3 y libros electrónicos. Los medios digitales a menudo contrastan con medios impresos, como libros, periódicos y revistas impresas, y otros medios tradicionales o analógicos, como película fotográfica, casetes o cintas de video. En combinación con Internet y la informática personal, los medios digitales han causado una ruptura en la publicación, el periodismo, el entretenimiento, la educación, el comercio y la política.
En pocas palabras son los espacios en los cuales se genera la comunicación y el intercambio de información, entre usuarios y productores de contenido digital, todas aquellas plataformas que se encuentran disponibles en internet. Generalmente, los medios digitales de comunicación incluyen software, imágenes, vídeos, archivos, base de datos y sonidos, entre otros. Esto hace que el contenido en este tipo de soportes virtuales, sea mucho más interactivo de lo que suele ser en las plataformas tradicionales.

## [2]Tipos
De esta manera, se pueden precisar los siguientes tipos de medios de comunicación digitales, como lo establece Alicia Durango en su libro Mercadotecnia en los Medios Sociales (2015), y que se detallan a continuación:
- Redes sociales. Permiten a los usuarios crear espacios virtuales para compartir contenidos con intereses personales, entre amigos, familiares, colegas y otros usuarios. Facebook, Instagram y TikTok, son algunos ejemplos.

- Blogs. Sirven para compartir contenido digital específico —textos, imágenes, audios o videos— en diarios en línea que están organizados cronológicamente. Algunos ejemplos son Blogger y WordPress.

- Microblogs. Permiten hacer actualizaciones rápidas, compartiendo mensajes cortos, videos o imágenes, que generalmente son distribuidas por medio de dispositivos móviles. Twitter es un ejemplo de ello.

- Comunidades de contenido. Ofrecen la posibilidad de organizar, compartir y comentar sobre diversos tipos de contenidos de texto, de imágenes o de videos. Algunos ejemplos son YouTube y Scribd.

- Wikis. Se trata de páginas web a las que tienen acceso una comunidad de personas, quienes pueden alimentar y actualizar el contenido en una base de datos. El ejemplo más popular es Wikipedia.

- Pódcast. Son espacios digitales en donde los usuarios pueden compartir y encontrar archivos de audio y de video, con temas informativos, noticiosos o de entretenimiento. Spotify, Apple pódcast y Google pódcast, son algunos.

## Historia

### Antes de la electrónica
Los soportes legibles por máquinas son anteriores a Internet, los ordenadores modernos y la electrónica. Códigos e información legibles por máquinas fueron conceptualizados por primera vez por Charles Babbage a principios de 1800. Babbage imaginó que estos códigos le proporcionarían instrucciones para su Motor de Diferencia y Motor Analítico, máquinas que Babbage había diseñado para resolver el problema del error en los cálculos. 
Entre 1822 y 1823, Ada Lovelace, matemática, escribió las primeras instrucciones para el cálculo de los números en los motores de Babbage. Las instrucciones del Lovelace ahora se cree que es el primer programa de ordenador.
Aunque las máquinas fueron diseñadas para realizar tareas de análisis, Lovelace anticipó el posible impacto social de las computadoras y la programación, la escritura. "Porque, en la distribución y la combinación de las verdades y las fórmulas de análisis, que pueden llegar a ser más fáciles y rápidamente sometidos a la combinaciones mecánicas del motor, las relaciones y la naturaleza de muchos temas en que la ciencia se relaciona necesariamente en nuevos temas, y más profundamente investigados... hay en todas las extensiones del poder humano o adiciones al conocimiento humano, diversas influencias colaterales, además del principal y objeto primario alcanzado.” Otros viejos medios legibles por máquina incluyen las instrucciones para pianolas y máquinas de telares.

### Surgimiento
La interactividad es una característica inherente a la Red, en la que cualquier usuario puede desempeñar los roles de emisor y de receptor. Además, cualquier ciudadano puede transmitir datos a través de Internet, pero no todas las personas pueden ser periodistas digitales, ya que se trata de una profesión basada en la búsqueda, selección y redacción de noticias difundidas a través de los medios de comunicación social con una realidad cambiante.
La interactividad comunicativa permite a los usuarios comunicarse entre sí a través del soporte digital. Además de ser receptor, se erige en emisor. Respecto a las opciones de interactividad comunicativa, no son muchas y podrían dividirse en dos grandes bloques: las opciones que tiene el lector de difundir, a su vez, los contenidos del medio para iPad a través de redes sociales o envíos por correo electrónico y las opciones de crear contenido y verlo publicado en el medio.

### Ordenadores digitales

El código digital, como el código binario, se puede cambiar sin reconfigurar partes mecánicas.

A pesar de que utilizan soportes legibles para máquinas, los motores de Babbage, pianolas, máquinas de telares y muchas otras máquinas calculadoras eran ordenadores analógicos, con partes físicas y mecánicas. Los primeros medios verdaderamente digitales llegaron a existir con la aparición de las computadoras digitales.
Los ordenadores digitales utilizan el Código binario y la Lógica booleana para almacenar y procesar la información, permitiendo a una máquina con una configuración realizar diferentes tareas. Los primeros ordenadores digitales, programables, modernos, Mánchester Mark 1 y el EDSAC, se inventaron de forma independiente entre 1948 y 1949.
Aunque diferentes en muchos aspectos de las computadoras modernas, estas máquinas tenían un software digital para controlar sus operaciones lógicas. Estaban codificadas en binario, un sistema de unos y ceros que se combinan para hacer cientos de caracteres. Los unos (1) y ceros (0) en código binarios son los "dígitos" de los medios digitales.

### "As We May Think"
Mientras que los medios digitales entraron en uso común en la década de 1950, las bases conceptuales de los medios digitales se remontan a los trabajos del científico e ingeniero Vannevar Bush y su célebre ensayo "As We May Think", publicado en la revista Atlantic Monthly en 1945. Bush prevé un sistema de dispositivos que podrían ser utilizados para ayudar a los científicos, médicos, historiadores y otros, para almacenar, analizar y comunicar la información. Al llamar a este dispositivo en ese entonces imaginario "Memex", Bush escribió:

El propietario del Memex, digamos, está interesado en el origen y las propiedades del arco y la flecha. Especialmente, está estudiando por qué el arco corto turco fue aparentemente superior al arco largo inglés en las escaramuzas cruzadas. Tiene docenas de libros y artículos posiblemente pertinentes en su Memex. Primero el revisa una enciclopedia, encuentra un artículo interesante, pero incompleto. A continuación, en una historia, se encuentra con otro elemento pertinente, y ata los dos juntos. Así continua, construyendo un rastro o sendero de muchos artículos. De vez en cuando, el añade un comentario de su propia opinión, ya sea vinculándolo a la pista principal o uniéndola por un camino lateral para un artículo en particular. Cuando se hace evidente que las propiedades elásticas de los materiales disponibles tenían mucho que ver con el arco, él ramifica un sendero lateral que le lleva a los libros de texto sobre la elasticidad y tablas de constantes físicas. El añade una página de análisis personal en escritura a mano. De este modo, construye un rastro de su interés a través del laberinto de los materiales disponibles para él.

Bush esperaba que la creación de este Memex sería el trabajo de los científicos después de la Segunda Guerra Mundial. Aunque el ensayo “As We May Think” fue anterior a las computadoras digitales por varios años, y anticipó los posibles beneficios sociales e intelectuales de los medios digitales y proporcionó el marco conceptual para la producción académica digital, la “World Wide Web”, los wikis e incluso los medios de comunicación social. Fue reconocido incluso en el momento de su publicación.

## Impacto
Hay que mantener en mente que los medios digitales puede alcanzar 3 propósitos: acercar a las personas hacia la marca, luego cuando ya están ahí, mostrarles el producto o servicio y finalmente lograr que adquieran.

### La revolución digital
contadLa universalidad de los medios digitales y sus efectos en la sociedad sugiere que estamos en el comienzo de una nueva era en la historia de la industria, llamada la Era de la información. En los años transcurridos desde la invención de los primeros ordenadores digitales, el poder de la informática y la capacidad de almacenamiento han aumentado de manera exponencial. Los ordenadores personales y teléfonos inteligentes tienen la capacidad de acceder, modificar, almacenar y compartir medios digitales en las manos de miles de millones de personas. 
Muchos dispositivos electrónicos, desde cámaras digitales hasta drones tienen la capacidad de crear, transmitir y visualizar los medios digitales. En combinación con la World Wide Web e Internet, los medios digitales ha transformado la sociedad del siglo XXI de una manera que con frecuencia se compara con el impacto cultural, económica y social de la imprenta.  El cambio ha sido tan rápido y de tal magnitud que ha puesto en marcha una transición económica de una economía industrial a una economía basada en la información, creando de un nuevo período en la historia humana conocida como la era de la información o de la revolución digital.
La transición ha creado cierta incertidumbre acerca de las definiciones. 
Los medios digitales, nuevos medios de comunicación, multimedia y términos similares tienen una relación tanto a las innovaciones de ingeniería y el impacto cultural de los medios digitales. La mezcla de medios digitales con otros medios de comunicación, y con factores culturales y sociales, es a veces conocido como nuevos medios de comunicación o "los nuevos medios". 
Del mismo modo, los medios digitales parecen exigir un nuevo conjunto de habilidades de comunicación, llamado “transliteracy” (habilidad para entender y comunicar), la educación mediática, o la alfabetización digital.  Estas habilidades incluyen no sólo la capacidad de leer y escribir – alfabetización tradicional – si no la capacidad de navegar por Internet, evaluar las fuentes, y crear contenidos digitales. La idea de que nos estamos moviendo hacia una sociedad "sin papel" totalmente digital está acompañada por el temor de que pronto podremos -o actualmente - hacer frente a una edad oscura digital, en el que los medios de comunicación de mayor edad ya no son accesibles en dispositivos modernos. Los medios digitales tienen un amplio y complejo impacto en la sociedad y la cultura.

### Disyunción en la industria
En comparación con los medios de comunicación impresos, los medios de comunicación, y otras tecnologías analógicas, los medios digitales son fáciles de copiar, almacenar, compartir y modificar. Esta calidad de los medios digitales ha dado lugar a cambios significativos en muchas industrias, especialmente el periodismo, la edición, la educación, el entretenimiento y el negocio de la música. 
El impacto global de estos cambios es tan de largo alcance que es difícil de cuantificar. Por ejemplo, en la realización de películas, la transición de las cámaras de película analógicas a las cámaras digitales es casi absoluta. La transición tiene beneficios económicos para Hollywood, haciendo que la distribución sea más fácil y haciendo posible añadir efectos digitales de alta calidad a las películas. Al mismo tiempo, ha tenido un impacto en los efectos especiales analógicos, las industrias de dobles, y animación en Hollywood. Ha impuesto costes dolorosos en los cines pequeños, algunos de los cuales no sobrevivirán a la transición a la tecnología digital.  El impacto de los medios digitales en otras industrias de los medios es igualmente complejo.
En el periodismo, medios digitales y periodismo ciudadano han dado lugar a la pérdida de miles de puestos de trabajo en los medios impresos y la quiebra de muchos periódicos importantes, sin embargo, el aumento del periodismo digital también ha creado miles de nuevos puestos de trabajo y especializaciones.[cita requerida] E-books y la autopublicación están cambiando la industria de los libros, y los libros de texto digitales y otros planes de estudios de medios están cambiando la enseñanza primaria y secundaria. En el mundo académico, los medios digitales ha dado lugar a un nuevo tipo de beca, llamados beca académica digital y nuevos campos de estudio, como las humanidades digitales e historia digital. Se ha cambiado la forma en que se utilizan las bibliotecas y su papel en la sociedad. Todos los grandes medios de comunicación y cuerpos académicos se enfrentan a un período de transición y la incertidumbre relacionada con los medios digitales.

### El individuo como creador de contenido
Los medios digitales también ha permitido a los individuos a ser mucho más activos en la creación de contenidos. Cualquier persona con acceso a las computadoras y la Internet pueden participar en los medios sociales y contribuir con su propia escritura, el arte, videos, fotografía y comentarios a la Internet, así como realizar negocios en línea. Esto ha llegado a ser conocido como Periodismo ciudadano. Este aumento en el contenido creado por el usuario se debe al desarrollo de la Internet, así como la forma en que los usuarios interactúan con los medios de comunicación hoy en día. Esto a su vez provoca una escasa comunicación fuera de la pantalla entre usuarios.
La liberación de tecnologías tales como dispositivos móviles permiten el acceso fácil y rápido a todos los medios. Muchas de las herramientas de producción de medios de comunicación que antes sólo estaban disponibles para unos pocos ahora son gratuitas y fáciles de usar. Habrá que tener en cuenta que muchas veces gran parte de la información que se encuentra en línea puede ser de una fuente no confiable, o la información puede no estar del todo correcta.
El costo de los dispositivos que pueden acceder a Internet está disminuyendo de manera constante, y ahora el ser propietario de múltiples dispositivos digitales se está convirtiendo en algo normal. Estos elementos han tenido un impacto significativo en la participación política. Los medios digitales son vistos por muchos estudiosos por tener un papel en la Primavera Árabe, y la represión sobre el uso de medios digitales y sociales por los gobiernos en lucha es cada vez más común. Hoy las audiencias consumen medios en pequeñas pantallas individuales. La información se vuelve ubicua y los usuarios comienzan a demandar contenidos vinculados a los contextos que habitan. A la conectividad se han sumado, además, otros hábitos contemporáneos, entre los que se destaca la movilidad. Georges Amar (2011) afirma que la misma es, ahora, un atributo esencial de las personas. Desde el punto de vista de nuestras capacidades socioeconómicas, físicas y cognitivas, somos homo mobilis. En la actualidad, la movilidad física es acompañada por un dispositivo personal que nos permite estar conectados y tener acceso a información de forma permanente. La cuarta pantalla (Igarza, Vacas &Vibes, 2008) -el teléfono inteligente, la tablet, el dispositivo móvil-  está en nuestro bolsillo. Eso implica que los contenidos, la información, el entretenimiento y los afectos, también lo están. 
Muchos gobiernos restringen el acceso a los medios digitales, de alguna manera, ya sea para prevenir la obscenidad o en una forma más amplia de la censura política. 
El contenido generado por el usuario plantea cuestiones de privacidad, credibilidad, y la compensación de las contribuciones culturales, artísticas e intelectuales. La difusión de los medios digitales, y la amplia gama de habilidades de lectura, escritura y comunicación necesarias para utilizarla de manera eficaz, han profundizado la brecha digital entre los que tienen acceso a los medios digitales y los que no.

### Retos de copyright
Los medios digitales plantean muchos desafíos para el Derecho de autor y las leyes de Propiedad intelectual. La facilidad de crear, modificar y compartir medios digitales hace que las leyes de los derechos de autor queden obsoletas. Por ejemplo, bajo la ley de derecho de autor, en muchos países son probablemente ilegales los Memes de Internet. Para muchas actividades comunes de internet, los derechos legales no son claros, por ejemplo publicar una imagen ajena en una red social, replicar una canción popular en YouTube o escribir ficción de fanes.
Para resolver algunos de estos problemas, los creadores de contenido pueden adoptar voluntariamente las licencias abiertas o “copyleft”, renunciar a algunos de sus derechos legales, o pueden liberar su trabajo al dominio público. Entre las licencias abiertas más comunes son licencias Creative Commons y la licencia de documentación libre GNU General Public License, las cuales están en uso en Wikipedia. Las licencias abiertas son parte de un movimiento más amplio de contenido abierto que empuja para la reducción o eliminación de las restricciones de derechos de autor de software, datos y otros medios digitales. Los medios digitales son un sistema numérico, en red y donde interactúan enlaces y bases de datos que nos permite navegar de un contenido o una página web a otra.

### Advergaming
Se trata de usar videojuegos para publicitar una marca, producto, organización o idea, con el objetivo de lograr captar al consumidor de  una forma diferente y más dinámica. En la actualidad, se utiliza también para enviar currículums vitae para quienes buscan diferenciarse entre las mayorías.

## Nuevos usos de los medios digitales

### Revistas digitales
Una forma de medios digitales que se está convirtiendo en un fenómeno es en la forma de revista digital. Según la Oficina de Auditoría de Circulaciones, en su informe de marzo de 2011,[¿cuál?] una revista digital implica la distribución de un contenido de la revista por medios electrónicos; puede ser una réplica. Esta es la definición anticuada de lo que es una revista digital. Una revista digital no debe ser, de hecho, una réplica de la revista de impresión en PDF, como era una práctica común en los últimos años.[¿cuándo?][cita requerida] Se debe, más bien, en esencia, que una revista sea interactiva y creada desde cero para una plataforma digital (Internet, teléfonos móviles, redes privadas, iPad u otro dispositivo). Las barreras para la distribución de revistas digitales están disminuyendo.[cita requerida] Al mismo tiempo, las plataformas de digitalización están ampliando el alcance de las revistas digitales, donde se pueden publicar, dentro de los sitios web y en los teléfonos inteligentes. Con las mejoras de las tabletas y las revistas digitales se están convirtiendo en revistas visualmente atractivas y legibles.[cita requerida]

### Realidad virtual y el marketing
La realidad virtual está cada vez más integrada como una herramienta de marketing que permite al usuario ser el dueño de diversas experiencias ofrecidas.[cita requerida] En general, se utiliza un casco para aislarse de los sonidos e integrarse con muchos otros nuevos, proyectando imágenes virtuales. 
Actualmente, este mundo virtual se puede implementar tanto en una formación profesional como de trabajo, como a modo de ocio. La idea es que la persona sienta que es parte del mundo que observa a través del casco/visor.

### Narrativas transmedia
La narrativa transmedia es una estructura narrativa muy particular que expande a lo largo de un universo narrativo. Mediante el uso de distintos lenguajes, como podrían ser: verbal o icónico, por ejemplo y diferentes medios en conjunto, como pueden ser el cine, cómics, televisión, videojuegos, blogs o wikis. La combinación de video, soporte digital, proliferación de cámaras, celulares y dispositivos móviles, y el uso cada vez mayor de la web -ya no como soporte, sino como plataforma de herramientas y servicios generó un abanico de nuevos medios, soportes y formatos, que da lugar a nuevas formas de expresión dentro del ámbito de las narrativas. 
Una característica de la narrativa transmediática es que no se trata de la adaptación de una historia a por un medio a otro medio, sino que es una única historia que tiene lugar en  los diferentes medios, donde participan otros lenguajes y juntos contribuyen en la construcción de un único y gran universo narrativo.